# Cecco di Pietro
Pour les articles homonymes, voir Di Pietro.
Cecco di Pietro  ou Cecco di Pietro da Pisa (Pise, v.1364 - av.1402) est un peintre italien qui fut actif essentiellement à Pise au XIVe siècle.

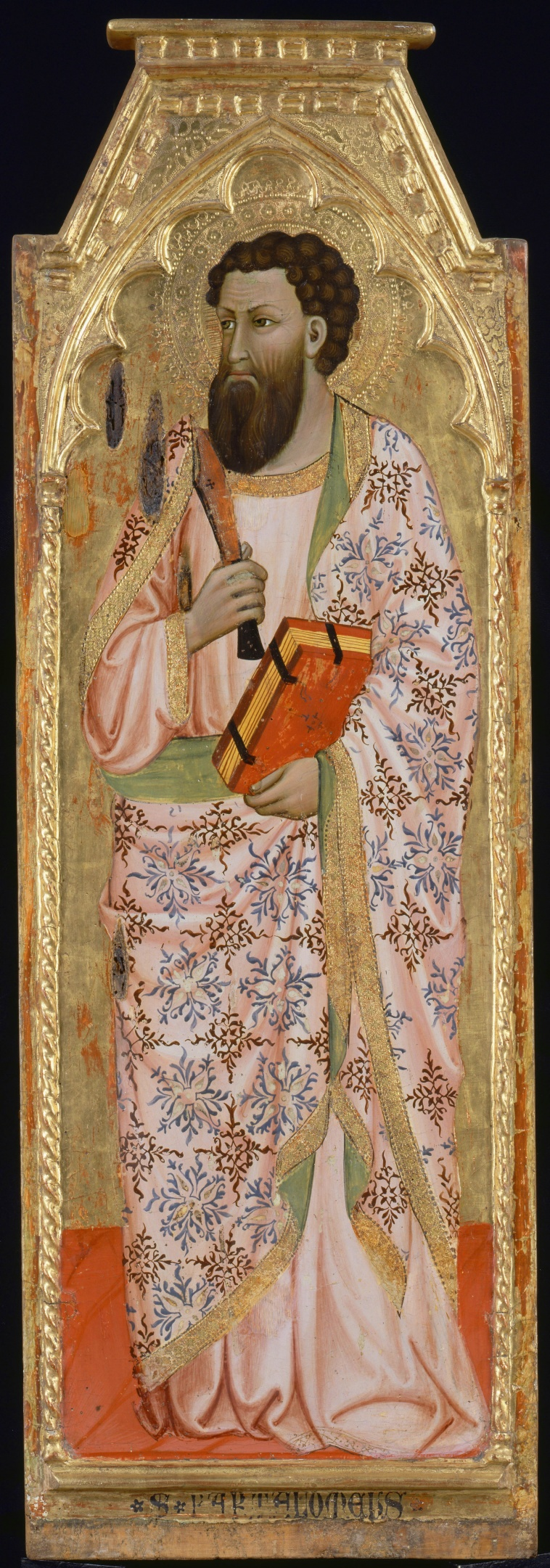
Saint Barthélemy, musée du Petit Palais, Avignon

## Biographie
Les premiers documents indiquent qu'une partie du premier travail de Cecco di Pietro en tant qu'artiste a consisté à restaurer des fresques. Il est mentionné pour la première fois dans des avis datant d'environ 1370 comme ayant travaillé au Campo Santo avec cinq autres peintres travaillant à la restauration de fresques dans la région. Il est ensuite mentionné dans des avis de 1372 concernant la restauration de la fresque de l'Histoire de Job au Campo Santo avec Francesco Volterra. Les documents relatifs à son salaire de l'époque montrent qu'il s'agit d'une petite somme d'argent par rapport aux autres artistes de l'époque, ce qui indique qu'il était encore inexpérimenté et qu'il apprenait le métier de l'école pisane auprès de Volterra.
Après la restauration de l'Histoire de Job, on trouve un autre avis selon lequel Cecco di Pietro a été engagé en 1379 pour restaurer l'Enfer à partir d'un trio de fresques de Buonamico Buffalmacco qui se trouvaient également dans le Campo Santo et qui avaient apparemment été endommagées par des apprentis non formés lors d'une précédente tentative de restauration. En ce qui concerne la restauration de l'Enfer, la plupart des spécialistes n'attribuent à Cecco que le deuxième cercle de l'Enfer et deux figures à côté du Diable, les autres travaux de restauration ayant été effectués par un autre artiste inconnu.
Cecco a continué à recevoir un certain nombre de commandes locales en peignant de nombreux retables. L'un de ces retables est le Polyptyque d'Agnano, exécuté entre 1386 et 1395 pour l'église et le couvent d'Agnano, et considéré comme l'une des œuvres les plus importantes de Cecco. Il a continué à travailler dans le style de la fresque jusqu'à sa mort vers 1402.
Cecco di Pietro a vécu à Pise au XIVe siècle et selon S. Ciampien 1370 il a peint dans le Camposanto, en compagnie de cinq autres artistes ; en effet en 1370-1371 il est mentionné en tant que collaborateur de Francesco di Neri da Volterra pour la restauration d'une fresque au Camposanto où il accomplira une tâche similaire en 1379. Il fut l'un des représentants des Anciens du peuple en 1380 dans le quartier de Ponte à Pise.
Il a réalisé des polyptyques démembrés dont les éléments son conservés dans différents musées mondiaux dont le musée du Petit Palais d'Avignon et le musée national San Matteo à Pise.

## Œuvres
- Nativité de la Vierge (1386), (perdu), église San Pietro in Vincolo, Pise,
- Crucifixion entre la Vierge et des Saints, Académie, Pise,
- Vierge à l'Enfant (1370), collection privée Rimedio, Pise,
- Vierge à l'Enfant (1380), collection privée Tezi, Pise,
- Vierge à l'Enfant (1386), Portland Art Museum,
- Polyptyque d'Agnano (1386-1395),
- Vierge à l'Enfant (v.1371), Statens Museum for Kunst, Copenhague,
- Saint Jérôme dans son Studio (v.1370), North Carolina Museum of Art, Raleigh,
- Le Baptême du Christ (compartiment de predelle),
- Bienheureux Gerardo Da Valenza, Tempera et or sur bois 34 × 16 cm,
- Saint Benoît,

Musée du Petit Palais, Avignon
- Saint Barthélemy (1386),
- Saint Nicolas (1386),
- Saint Pierre (1386),
- Saint Jean-Baptiste (1386),

Fresques
- Campo Santo, Pise

## Biographie
- S. Ciampi, Note inedite della Sagrestia pistoiese, Firenze 1810, pp. 96, 117
- A. Da Morrona, Pisa illustrata nelle arti del disegno, [1787-1793], Livorno 1812, I, p. 433, II, 413
- F. Bonaini, Memorie inedite intorno alla vita e ai dipinti di Francesco Traini, Pisa 1846, pp. 98, 103 ss.
- J. A. Crowe-G. B. Cavalcaselle, A Historyof Painting in Italy, London 1864, I, pp. 393, 448, 450, II, p. 114
- E. Ridolfi, L'arte in Lucca, Lucca 1882, p. 362
- G. Milanesi, Catalogue des tableaux formant la Galerie de M. le Chev. Toscanelli, Firenze 1883, p. 33
- I. B. Supino, Catalogo del Museo civico di Pisa, Pisa 1894, pp. 63 s.
- G. Trenta, L'Inferno e gli altri affreschi del Camposanto, Pisa 1894, pp. 22 s., 28, 50 s., 68
- L. Tanfani Centofanti, Notizie di artisti tratte da documenti pisani, Pisa 1898, pp. 107 s., 193
- A. Venturi, Storia dell'arte italiana, V, Milano 1907, pp. 738, 816, 829, 834
- O. Sirén, Trecento Pictures in American Collections, IV, in The Burlington Magazine, XV (1909), p. 197
- A. Bellini Pietri, La ricomposizione di una tavola di Collezione di Pisa da Pisa, in Notizie d'arte, II(1910), 1-2, pp. 2 s.
- Id., in U. Thieme-F. Becker, Künstlerlexikon, VI, Leipzig 1912, pp. 257 s.
- Id., Guida di Pisa, Pisa 1913, pp. 173 s., 176, 226
- O. Sirén, Maestri primitivi, in Rassegna d'arte, XIV(1914), p. 229
- E. Lavagnino, Pittori pisani del XIV secolo, in L'Arte, XXVI(1923), pp. 40 s.
- R. Van Marle, The Development of the Italian Schools of Painting, V, The Hague 1925, pp. 237, 254 s.
- C. Brandi, La Regia Pinacoteca di Siena, Roma 1933, pp. 322 ss.
- G. Vigni, Pittura delDue e Trecento nel Museo di Pisa, Palermo 1950, pp. 23 ss., 105 s.
- P. Toesca, Il Trecento, Torino 1951, pp. 661 n. 180, 668
- D. C. Shorr, The Christ Child in Devotional Images, New York 1954, ad Indicem
- L. Bertolini-M. Bucci, Camposanto monumentale di Pisa. Affreschi e sinopie, Pisa 1960, pp. 94 s.
- H. Olsen, Italian Paintings in Denmark, Copenhagen 1961, pp. 87 ss.
- E. Carli, Pittura pisana del Trecento. La seconda metà del secolo, Milano 1961, pp. 87 ss.
- M. Laclotte, Musée de Tours. La donation O. Linet, I, in La Revue des arts, XIV(1964), p. 186
- L. Marcucci, Gallerie Nazionali di Firenze, I dipinti toscani del sec. XIV, Roma 1965, pp. 174 s. (rec. di F. Zeri, in Gaz. des Beaux-Arts, s. 6, LXXI [1968], p. 77)
- F. R. Shapley, Paintings from the S. H. Kress Collection 13th-15th Centuries, London 1966, pp. 73 s.
- B. Klesse, Seidenstoffe in der italienischen Malerei, Bern 1967, pp. 306, 310, 382 s.
- M. Boskovits, Un'apertura per Francesco di Neri, in Antichità viva, VI (1967), 2, p. 8
- B. Berenson, Italian Pictures of, the Renaissance. Central Italian and North Italian Schools, London 1968, I, pp. 85 s.; II, figg. 454-460
- C. Volpe, Mostra di dipinti del XIV e XV secolo, Finarte, 6 febbraio-7 marzo 1971, Milano 1971, n. 10
- B. B. Fredericksen-F. Zeri, Census of Pre-Nineteenth-Central Italian Paintings in North American Public Collections, Cambridge, Mass., 1972, pp. 50, 57
- M. Laclotte-E. Mognetti, Avignon-Musée du Petit Palais. Peinture italienne, Paris 1976, nn. 50-53
- E. Carli, Il Museo di Pisa, Pisa 1974, pp. 83-85
- M. Frinta, A Seemingly Florentine Yet Not Really Florentine Altar-Piece, in The Burlington Magazine, 117 (869), 1975, pp. 527–535
- K. Ault, A predella panel from Cecco di Pietro's Agnano altar-piece, in The Burlington magazine, 133, 1991, pp. 766-770
- D. Gordon, A possible provenance from the hospital church of San Giovanni della Calza for an altarpiece by Cecco di Pietro, in Predella, 1, 2010, pp. 15-19, I-II
- A. De Marchi, L. Sbaraglio, Ragionamenti sull'attività pisana di Giovanni da Milano, in  Predella, 1, 2010, pp. 31-48, VIII-XIII
- C. Gardner von Teuffel, The Buttressed Altarpiece: A Forgotten Aspect of Tuscan Fourteenth Century Altarpiece Design, Jahrbuch Der Berliner Museen, 1979, 21 (January 1), pp. 21-65
- L. Pisani, Nuove Proposte Per Il Polittico Di Agnano Di Cecco Di Pietro, in Predella, 1, 2010
- L. Pisani, Cecco di Pietro ed i fondi oro di Palazzo Blu, Firenze 2011
- M. M. Mascolo, Pittura tra Pisa e Lucca al principio del Quattrocento : alcuni casi dello stile "gotico internazionale", in Predella, 13/14, 2016, pp. 67-81, XXIX-XXXV

## Sources
- (en) Cet article est partiellement ou en totalité issu de l’article de Wikipédia en anglais intitulé « Cecco di Pietro » (voir la liste des auteurs).